# Scream, Dracula, Scream!
Albums de Rocket from the Crypt
Hot Charity
(1995) RFTC
(1998)
Scream, Dracula, Scream! est un album de Rocket from the Crypt, sorti en 1995.

## L'album
Enregistré aux studios Gold Star de Hollywood, il s'agit d'un album ininterrompu, les plages intermédiaires entre les chansons étant remplacées par des bois, des cuivres et des cordes. Il fait partie des 1001 albums qu'il faut avoir écoutés dans sa vie.

### Titres
Toutes les chansons sont écrites et composées par John Reis.
| 1.    | Middle             | 1:00 |
| 2.    | Born in '69        | 2:16 |
| 3.    | On a Rope          | 2:54 |
| 4.    | Drop Out           | 3:00 |
| 5.    | Used               | 2:39 |
| 6.    | Ball Lightning     | 3:50 |
| 7.    | Fat Lip            | 2:42 |
| 8.    | Suit City          | 2:34 |
| 9.    | Heater Hands       | 3:36 |
| 10.   | Misbeaten          | 4:02 |
| 11.   | Come See, Come Saw | 3:39 |
| 12.   | Salt Future        | 3:51 |
| 13.   | Burnt Alive        | 4:37 |
| 43:41 |                    |      |

### Musiciens
- John Reis (Speedo) : guitare, voix, accordéon
- Andy Stamets (ND) : guitare, voix
- Pete Reichert (Petey X) : basse, voix
- Paul O'Beirne (Apollo 9) : saxophone, voix
- Jason Crane (JC 2000) : trompette, voix
- Adam Willard (Atom) : batterie
- Geoff Harrington orgue Hammond
- Eric Christian : guitare
- Raymond Kelley : violoncelle
- Don Palmer, Jay Rosen, James Ross : violons
- Mick Collins, Frank Daly, Diane Gordon, Natalie Burks, Latina Webb, Roger Freeland, Gene Miller, Joseph Pizzulo : chorale